# Tennengebirge
Tennengebirge – masyw górski w Alpach Salzburskich. Leży w Austrii, w kraju związkowym Salzburg. Leży na południowy wschód od miasta Salzburg i ma formę płaskowyżu krasowego, którego większa część leży na wysokości ponad 2000 m n.p.m. Najwyższym szczytem jest Raucheck, który osiąga wysokość 2430 m.
Tennengebirge graniczy z: Salzkammergut-Berge na północy, Dachstein na wschodzie, Salzburger Schieferalpen na południu oraz z Alpami Berchtesgadeńskimi na zachodzie.
Najwyższe szczyty:
| - Raucheck (2430 m), - Bleikogel (2412 m), - Lehnender Stein (2402 m), - Werfener Hochthron (2363 m), - Fritzerkogel (2360 m), - Streitmandl (2360 m), - Schubbühel (2334 m), - Tiroler Kogel (2324 m), - Eiskogel (2321 m), - Brietkogel (2316 m), |  | - Wieselstein (2300 m), - Scheiblingkogel (2290 m), - Hochkogel (2283 m), - Fieberhorn (2278 m), - Tauernkogel (2247 m), - Knallstein (2234 m), - Hochkarfelderkopf (2219 m), - Breitstein (2161 m), - Tagweide (2128 m), - Edelweißkogel (2030 m). |  |

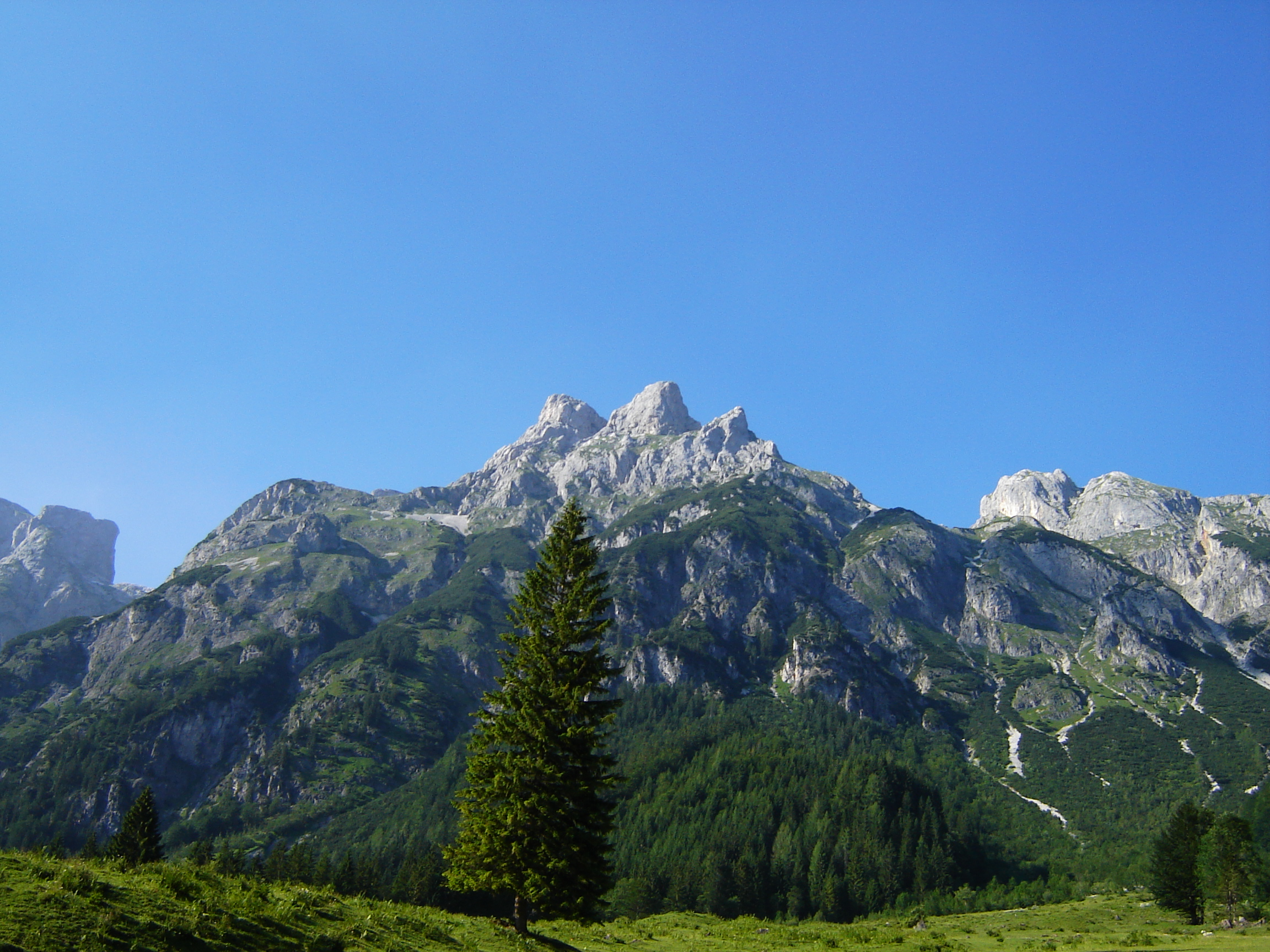
Eiskogel
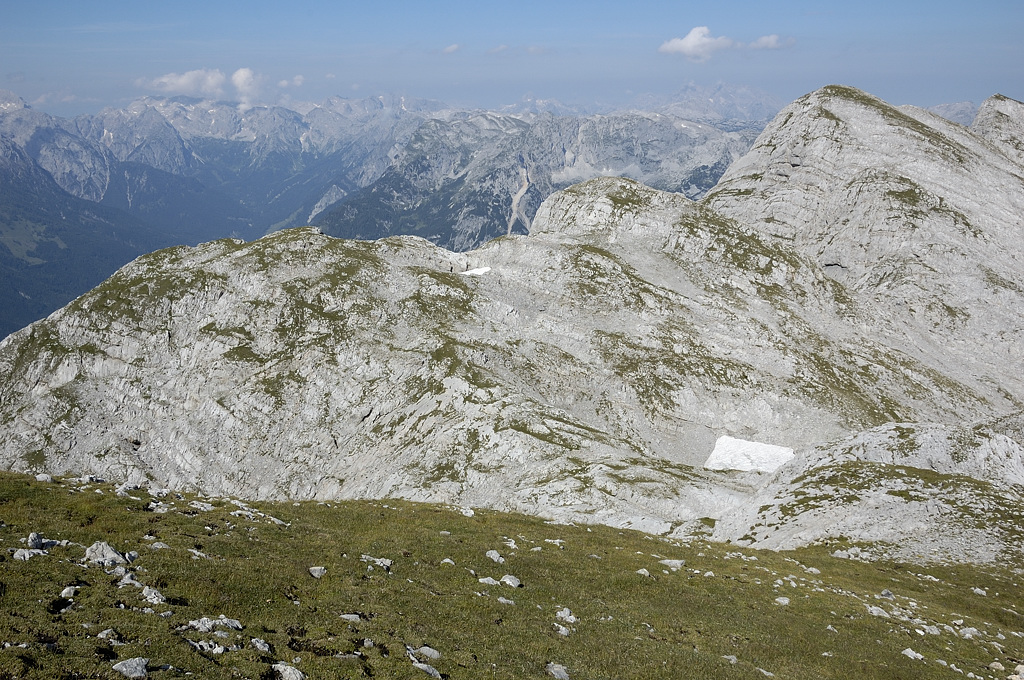
Widok ze szczytu Raucheck

Schroniska:
| - Anton-Proksch-Haus (1590 m), - Dr.-Friedrich-Oedl-Haus (1575 m), - Dr.-Heinrich-Hackel-Hütte (1530 m), - Edelweißerhütte (2350 m), - Elmaualm (1520 m), - Freilassinger Hütte (1550 m), - Gsengalmhütte (1450 m), |  | - Gwechenberghütte (1365 m), - Laufener Hütte (1725 m), - Leopold-Happisch-Haus (1925 m), - Mahdegg-Alm (1200 m), - Rossberghütte (1000 m), - Stefan-Schatzl-Hütte (1340 m), - Werfener Hütte (1970 m). |  |